# Ik neem je mee
Ik neem je mee is de tweede single van Gers Pardoel, afkomstig van zijn debuutalbum Deze wereld is van jou.

## Achtergrond
In het nummer wordt Pardoel verscheurd tussen enerzijds zijn grote liefde en anderzijds zijn werk. Het nummer begon vanaf het uitbrengen aan een langzame opmars in de Nederlandse hitparades, hetgeen voor een single die het moet hebben van downloaden zeldzaam is. Uiteindelijk groeide Ik neem je mee uit tot een enorm succes in Nederland en Vlaanderen.
Sinds 7 april 2012 is het de succesvolste Nederlandstalige hit aller tijden in de Nederlandse Top 40, op basis van het aantal behaalde punten. De single haalde Huilen is voor jou te laat van Corry en de Rekels in, dat bijna 41 jaar lang de titel van meest succesvolle Nederlandstalige hit in handen had. Per 19 mei 2012 werd Ik neem je mee bovendien de succesvolste hit van een Nederlandse artiest ooit. Deze titel was eerst voor Que si que no van Jody Bernal. In 2023 werden beide records gebroken door Stiekem van Maan en Goldband.
De videoclip van Ik neem je mee is een 3D-animatie. Het personage dat het lied zingt, ingezongen door Pardoel, neemt het meisje op wie hij verliefd is overal mee naartoe en tegelijkertijd is hun wereldreis ook hun leven. De clip werd gemaakt door animatiestudio Job, Joris & Marieke.
Ik neem je mee werd voor een Albert Heijn-commercial herschreven als Ik neem er tien, waarin Harry Piekema in de rol als supermarktmanager dit nummer zingt.
Het nummer is gebaseerd op de melodie van het nummer Femme Liberée van de Franse popgroep Cookie Dingler uit 1984.

## Hitnoteringen

### Nederlandse Top 40
| Positie: | 19 | 14 | 2  | 1  | 1  | 1  | 1  | 2  | 2  | 1  | 1  | 2  | 3  | 4  | 4  | 9  | 10  |
| Week:    | 18 | 19 | 20 | 21 | 22 | 23 | 24 | 25 | 26 | 27 | 28 | 29 | 30 | 31 | 32 | 33 |     |
| Positie: | 8  | 10 | 10 | 12 | 10 | 13 | 13 | 13 | 18 | 21 | 22 | 23 | 27 | 30 | 31 | 40 | uit |

### NederlandseSingle Top 100
| Hitnotering: 10-09-2011 t/m 08-09-2012 | Hitnotering: 10-09-2011 t/m 08-09-2012 | Hitnotering: 10-09-2011 t/m 08-09-2012 | Hitnotering: 10-09-2011 t/m 08-09-2012 | Hitnotering: 10-09-2011 t/m 08-09-2012 | Hitnotering: 10-09-2011 t/m 08-09-2012 | Hitnotering: 10-09-2011 t/m 08-09-2012 | Hitnotering: 10-09-2011 t/m 08-09-2012 | Hitnotering: 10-09-2011 t/m 08-09-2012 | Hitnotering: 10-09-2011 t/m 08-09-2012 | Hitnotering: 10-09-2011 t/m 08-09-2012 | Hitnotering: 10-09-2011 t/m 08-09-2012 | Hitnotering: 10-09-2011 t/m 08-09-2012 | Hitnotering: 10-09-2011 t/m 08-09-2012 | Hitnotering: 10-09-2011 t/m 08-09-2012 | Hitnotering: 10-09-2011 t/m 08-09-2012 | Hitnotering: 10-09-2011 t/m 08-09-2012 | Hitnotering: 10-09-2011 t/m 08-09-2012 | Hitnotering: 10-09-2011 t/m 08-09-2012 |
| Week:                                  | 1                                      | 2                                      | 3                                      | 4                                      | 5                                      | 6                                      | 7                                      | 8                                      | 9                                      | 10                                     | 11                                     | 12                                     | 13                                     | 14                                     | 15                                     | 16                                     | 17                                     | 18                                     |
| -------------------------------------- | -------------------------------------- | -------------------------------------- | -------------------------------------- | -------------------------------------- | -------------------------------------- | -------------------------------------- | -------------------------------------- | -------------------------------------- | -------------------------------------- | -------------------------------------- | -------------------------------------- | -------------------------------------- | -------------------------------------- | -------------------------------------- | -------------------------------------- | -------------------------------------- | -------------------------------------- | -------------------------------------- |
| Positie:                               | 60                                     | 32                                     | 18                                     | 18                                     | 12                                     | 7                                      | 2                                      | 1                                      | 1                                      | 1                                      | 3                                      | 3                                      | 3                                      | 1                                      | 1                                      | 4                                      | 3                                      | 3                                      |
| Week:                                  | 19                                     | 20                                     | 21                                     | 22                                     | 23                                     | 24                                     | 25                                     | 26                                     | 27                                     | 28                                     | 29                                     | 30                                     | 31                                     | 32                                     | 33                                     | 34                                     | 35                                     | 36                                     |
| Positie:                               | 8                                      | 14                                     | 10                                     | 7                                      | 8                                      | 6                                      | 5                                      | 9                                      | 11                                     | 11                                     | 14                                     | 14                                     | 17                                     | 14                                     | 15                                     | 19                                     | 16                                     | 16                                     |
| Week:                                  | 37                                     | 38                                     | 39                                     | 40                                     | 41                                     | 42                                     | 43                                     | 44                                     | 45                                     | 46                                     | 47                                     | 48                                     | 49                                     | 50                                     | 51                                     | 52                                     | 53                                     |                                        |
| Positie:                               | 20                                     | 35                                     | 24                                     | 25                                     | 32                                     | 28                                     | 24                                     | 25                                     | 23                                     | 27                                     | 25                                     | 21                                     | 37                                     | 51                                     | 59                                     | 65                                     | 77                                     | uit                                    |

### VlaamseUltratop 50
| Hitnotering: 19-11-2011 t/m 07-07-2012 | Hitnotering: 19-11-2011 t/m 07-07-2012 | Hitnotering: 19-11-2011 t/m 07-07-2012 | Hitnotering: 19-11-2011 t/m 07-07-2012 | Hitnotering: 19-11-2011 t/m 07-07-2012 | Hitnotering: 19-11-2011 t/m 07-07-2012 | Hitnotering: 19-11-2011 t/m 07-07-2012 | Hitnotering: 19-11-2011 t/m 07-07-2012 | Hitnotering: 19-11-2011 t/m 07-07-2012 | Hitnotering: 19-11-2011 t/m 07-07-2012 | Hitnotering: 19-11-2011 t/m 07-07-2012 | Hitnotering: 19-11-2011 t/m 07-07-2012 | Hitnotering: 19-11-2011 t/m 07-07-2012 | Hitnotering: 19-11-2011 t/m 07-07-2012 | Hitnotering: 19-11-2011 t/m 07-07-2012 | Hitnotering: 19-11-2011 t/m 07-07-2012 | Hitnotering: 19-11-2011 t/m 07-07-2012 | Hitnotering: 19-11-2011 t/m 07-07-2012 | Hitnotering: 19-11-2011 t/m 07-07-2012 |
| Week:                                  | 1                                      | 2                                      | 3                                      | 4                                      | 5                                      | 6                                      | 7                                      | 8                                      | 9                                      | 10                                     | 11                                     | 12                                     | 13                                     | 14                                     | 15                                     | 16                                     | 17                                     | 18                                     |
| -------------------------------------- | -------------------------------------- | -------------------------------------- | -------------------------------------- | -------------------------------------- | -------------------------------------- | -------------------------------------- | -------------------------------------- | -------------------------------------- | -------------------------------------- | -------------------------------------- | -------------------------------------- | -------------------------------------- | -------------------------------------- | -------------------------------------- | -------------------------------------- | -------------------------------------- | -------------------------------------- | -------------------------------------- |
| Positie:                               | 23                                     | 20                                     | 5                                      | 4                                      | 3                                      | 3                                      | 2                                      | 2                                      | 2                                      | 2                                      | 2                                      | 3                                      | 3                                      | 3                                      | 4                                      | 4                                      | 10                                     | 16                                     |
| Week:                                  | 19                                     | 20                                     | 21                                     | 22                                     | 23                                     | 24                                     | 25                                     | 26                                     | 27                                     | 28                                     | 29                                     | 30                                     | 31                                     | 32                                     | 33                                     | 34                                     |                                        |                                        |
| Positie:                               | 22                                     | 22                                     | 21                                     | 17                                     | 13                                     | 31                                     | 31                                     | 29                                     | 24                                     | 25                                     | 41                                     | 32                                     | 41                                     | 47                                     | 38                                     | 40                                     | uit                                    |                                        |

### VlaamseRadio 2 Top 30
| Hitnotering: 17-12-2011 t/m 19-05-2012 | Hitnotering: 17-12-2011 t/m 19-05-2012 | Hitnotering: 17-12-2011 t/m 19-05-2012 | Hitnotering: 17-12-2011 t/m 19-05-2012 | Hitnotering: 17-12-2011 t/m 19-05-2012 | Hitnotering: 17-12-2011 t/m 19-05-2012 | Hitnotering: 17-12-2011 t/m 19-05-2012 | Hitnotering: 17-12-2011 t/m 19-05-2012 | Hitnotering: 17-12-2011 t/m 19-05-2012 | Hitnotering: 17-12-2011 t/m 19-05-2012 | Hitnotering: 17-12-2011 t/m 19-05-2012 | Hitnotering: 17-12-2011 t/m 19-05-2012 | Hitnotering: 17-12-2011 t/m 19-05-2012 |
| Week:                                  | 1                                      | 2                                      | 3                                      | 4                                      | 5                                      | 6                                      | 7                                      | 8                                      | 9                                      | 10                                     | 11                                     | 12                                     |
| -------------------------------------- | -------------------------------------- | -------------------------------------- | -------------------------------------- | -------------------------------------- | -------------------------------------- | -------------------------------------- | -------------------------------------- | -------------------------------------- | -------------------------------------- | -------------------------------------- | -------------------------------------- | -------------------------------------- |
| Positie:                               | 27                                     | 21                                     | 20                                     | 11                                     | 2                                      | 1                                      | 1                                      | 2                                      | 2                                      | 2                                      | 2                                      | 2                                      |
| Week:                                  | 13                                     | 14                                     | 15                                     | 16                                     | 17                                     | 18                                     | 19                                     | 20                                     | 21                                     | 22                                     | 23                                     |                                        |
| Positie:                               | 5                                      | 8                                      | 10                                     | 12                                     | 16                                     | 23                                     | 26                                     | 27                                     | 28                                     | 29                                     | 30                                     | uit                                    |

### NPO Radio 2 Top 2000
| Nummer met noteringen in de NPO Radio 2 Top 2000 | '12 | '13  | '14  |
| ------------------------------------------------ | --- | ---- | ---- |
| Ik neem je mee                                   | 515 | 1349 | 1931 |

1. ↑  Een vetgedrukt getal geeft de hoogste notering aan.
2. ↑  2012 was het eerste jaar met een notering voor dit nummer.
3. ↑  Deze tabel is bijgewerkt tot en met de laatste editie (2024).

## Het Feestteam
- Eind november 2011 bracht Het Feestteam, bestaande uit de Nederlanders Stan van den Dobbelsteen en Frank de Bruijn, een feestversie van het nummer uit. Op 10 december 2011 kwam de single op de 76e positie binnen in de Nederlandse Single Top 100, in diezelfde week steeg de originele versie van Gers Pardoel terug naar de eerste plaats.

### Hitnotering

#### NederlandseSingle Top 100
| Hitnotering: 10-12-2011 t/m 18-02-2012 | Hitnotering: 10-12-2011 t/m 18-02-2012 | Hitnotering: 10-12-2011 t/m 18-02-2012 | Hitnotering: 10-12-2011 t/m 18-02-2012 | Hitnotering: 10-12-2011 t/m 18-02-2012 | Hitnotering: 10-12-2011 t/m 18-02-2012 | Hitnotering: 10-12-2011 t/m 18-02-2012 | Hitnotering: 10-12-2011 t/m 18-02-2012 | Hitnotering: 10-12-2011 t/m 18-02-2012 | Hitnotering: 10-12-2011 t/m 18-02-2012 | Hitnotering: 10-12-2011 t/m 18-02-2012 | Hitnotering: 10-12-2011 t/m 18-02-2012 | Hitnotering: 10-12-2011 t/m 18-02-2012 |
| Week:                                  | 1                                      | 2                                      | 3                                      | 4                                      | 5                                      | 6                                      | 7                                      | 8                                      | 9                                      | 10                                     | 11                                     |                                        |
| -------------------------------------- | -------------------------------------- | -------------------------------------- | -------------------------------------- | -------------------------------------- | -------------------------------------- | -------------------------------------- | -------------------------------------- | -------------------------------------- | -------------------------------------- | -------------------------------------- | -------------------------------------- | -------------------------------------- |
| Positie:                               | 76                                     | 27                                     | 25                                     | 41                                     | 28                                     | 39                                     | 55                                     | 54                                     | 64                                     | 75                                     | 90                                     | uit                                    |

## Gerst
In januari 2012 maakte Gerst een parodie op het nummer van Gers Pardoel. Hij wijzigde de titel van Ik neem je mee in Ik laat je thuis. Op 23 januari 2012 werd het nummer uitgebracht als cd single. Het nummer bereikte de Nederlandse Single Top 100 maar bleef in de tiplijsten van de Nederlandse Top 40 en de Vlaamse Ultratop 50 staan.
Gers Pardoel vond deze parodie op zijn nummer 'wel lachen', maar vond zijn eigen versie beter.

### Hitnotering

#### NederlandseSingle Top 100
| Hitnotering: 21-01-2012 t/m 25-02-2012 | Hitnotering: 21-01-2012 t/m 25-02-2012 | Hitnotering: 21-01-2012 t/m 25-02-2012 | Hitnotering: 21-01-2012 t/m 25-02-2012 | Hitnotering: 21-01-2012 t/m 25-02-2012 | Hitnotering: 21-01-2012 t/m 25-02-2012 | Hitnotering: 21-01-2012 t/m 25-02-2012 | Hitnotering: 21-01-2012 t/m 25-02-2012 |
| Week:                                  | 1                                      | 2                                      | 3                                      | 4                                      | 5                                      | 6                                      |                                        |
| -------------------------------------- | -------------------------------------- | -------------------------------------- | -------------------------------------- | -------------------------------------- | -------------------------------------- | -------------------------------------- | -------------------------------------- |
| Positie:                               | 45                                     | 34                                     | 48                                     | 53                                     | 36                                     | 33                                     | uit                                    |

## Jungle by Night
De instrumentale band Jungle by Night speelde in 2012 een afrobeat-gebaseerde versie in het radioprogramma van Giel Beelen.